# 幽冥特工
《幽冥特工》又译作《第一小队》（日語：ファーストスクワッド）是一部日本和俄羅斯合拍的動畫片，於2009年上映。動畫由日本的動畫工作室STUDIO 4℃和俄羅斯的Molot Entertainment合力製作。

## 劇情
故事發生在第二次世界大战的苏德战争爆發前夕。蘇聯的少女娜妲有著獨特的感知能力，隨著車隊到前線給軍人表演時遭到敵軍空襲。娜妲被人救起，回憶片段揭露她的同伴都死在戰爭中。救起娜妲的人要她去找比洛將軍，比洛將軍是特別部隊「第六組」的長官，第六組是由一群有感知能力的青年組成，娜妲和其同伴都是成員。
面對德軍召喚的古代亡靈騎士團，一般人類士兵無法對抗，只有亡魂可以對抗亡魂。比洛將軍於是要娜妲前往「冥界」找死去的同伴，他們之間因為先前訓練成的精神連結而可以在冥界聯繫。娜妲和同伴重逢並約好返回人間的時間，隨後驚險地在死亡之前回到人間。
根據娜妲在夢中看見的預兆，一旦亡靈的將領馮沃夫將蘇聯下令衝鋒的軍官斬首，情勢將再也無法挽回。娜妲躲過德軍刺客的追殺平安抵達前線，與從冥界帶來精良武器的同伴會合。亡靈發動攻勢，娜妲和同伴將大部分的亡靈嘍囉打敗，並消滅帶頭的亡靈將領。然而亡靈將領並不是馮沃夫本尊，本尊逃回了冥界，娜妲的同伴隨後也返回冥界。這次關鍵的勝利讓蘇聯軍得以攻下德軍壕溝，娜妲也露出凱旋的神情。

## 配音員
| 角色名                        | 俄語配音員         | 英語配音員           |
| ----------------------------- | ------------------ | -------------------- |
| 娜妲（Nadya）                 | Elena Chebaturkina | Cassandra Lee Morris |
| 里歐（Leo）                   | Michael Tikhonov   | Joey Morris          |
| 扎娜（Zena）                  | Ludmila Shuvalova  | Carrie Keranen       |
| 瑪塔（Marat）                 | Damir Eldarov      | Tony Oliver          |
| 瓦里亞（Valya）               | Irina Savina       | Bryce Papenbrook     |
| 比洛將軍（General Below）     | Aleksandr Gruzdev  | Michael McConnohie   |
| 馮沃夫男爵（Baron Von Wolff） | Sergei Aisman      | Phineas              |

## 製作
2007年，官方宣布《幽冥特工》正在製作中。動畫由STUDIO 4℃和Molot Entertainment製作。

## 放映與迴響
本片曾於戛纳电影节、洛迦诺电影节、Fantasporto和國際奇幻影展放映。2010年6月8日，Anchor Bay Entertainment宣布，他們將在美國透過Manga Entertainment和XYZ Films發行本片。
2009年6月，《幽冥特工》和其導演蘆野芳晴在莫斯科影展上榮獲「生意人报獎」的肯定。

## 外部連結
- 官方网站
- 互联网电影数据库（IMDb）上《First Squad》的资料（英文）
- 幽冥特工（OVA）在動畫新聞網百科全書中的資料（英文）